# Даниел Ангелов
Даниел Ангелов е български театрален, филмов и озвучаващ актьор. Той е известен с изявите в Народния театър „Иван Вазов“, също така е известен с участието си в много филми и сериали, които са „Ние, нашите и вашите“ и „Братя“.

## Биография
Ангелов е роден на 21 януари 1978 г. в град София, Народна република България.
Завършва 125 СОУ „Боян Пенев“ и НАТФИЗ „Кръстьо Сарафов“ със специалност „Актьорско майсторство за драматичен театър“ в класа на проф. Стефан Данаилов през 2004 г.

### Актьорска кариера

#### Кариера в театъра
През 2000 г. е в трупата на Народния театър „Иван Вазов“, където дебютира в представлението „Призраци в Неапол“, където си партнира с неповторимите Чочо Попйорданов, Антон Радичев, Велко Кънев и Георги Мамалев. Сред популярните му роли в Народния театър са „Хъшове“ на режисьора Александър Морфов.
Още по време на студентските години играе в театър „София“ в представленията „Сако от велур“, „Час пик“, „Роберто Зуко“ и други.

#### Кариера в киното и телевизията
Ангелов участва в множество български и чужди продукции. Сред участията му в българските сериали са Васил в „Хъшове“, Агент Монев в „Стъклен дом“, Марио в „Революция Z“, партизанина Тотю в „Дървото на живота“, Алекс в „Секс, лъжи и ТВ“, Милен в „Четвърта власт“, директор Божинов в „Ние, нашите и вашите“ и Димитър Черкезов в „Братя“.
В телевизията е бил водещ на предаванията „Царете на купона“ на режисьора Димитър Шарков, „Всички пред екрана“ с кака Лара, „Дани и неговата команда“, където е режисьор, продуцент и водещ.
Той има и над 50 реклами в България и извън нея, като през 2003 г. е рекламно лице на „Глобул“. Сред най-интересните му реклами е, че неговото ляво око е окото на Биг Брадър, което наблюдава всяка вечер по „Нова“.

#### Кариера в дублажа
Ангелов се занимава с нахсинхронен дублаж на анимационни филми от около 2004 г. до 2010 г.

## Участия в театъра
Народен театър „Иван Вазов“
1. 2000 – „Призраци в Неапол“ – режисьор Андрей Аврамов
2. Васил в „Хъшове“ от Иван Вазов – режисьор Александър Морфов

Театър „София“
1. „Сако от велур“ – режисьор Борис Панкин
2. „Час Пик“ – режисьор Илия Добрев
3. „Роберто Зуко“ – режисьор Стефан Данаилов

Театър Възраждане
- „Харолд и Мод“

Пътуващ театър
- „Марихуаната на мама е най-добра“ – режисьор Андрей Аврамов

Театър „Българска армия“
- „Събота, неделя, понеделник“ – режисьор Андрей Аврамов

## Филмография
- „Патриархат“ (2005)
- „Хъшове“ (2009) – Васил
- „Стъклен дом“ – Агент Монев
- „Столичани в повече“
- „Под прикритие“
- „Революция Z“ (2012) – Марио
- „Дървото на живота“ (2013) – Тотю
- „Секс, лъжи и ТВ“ (2013) – Алекс
- „Четвърта власт“ (2013) – Милен
- „Откраднат живот“
- „Връзки“ (2016)
- „Ние, нашите и вашите“ (2017) – директор Никола Божинов[2]
- „Дъвка за балончета“ (2017) – Банкер 2
- „Революция Z“ (2018) – Марио
- Friends by Force (2018) – Станев
- „Братя“ (2020-2022) – Димитър Черкезов[4]
- „Борсови играчи“ (2022) – Стамен

Чуждестранни продукции
- „Кодът“ (2009) – Артур
- „Непобедимите 3“ (2014) – Ченге 2

## Участия в музикални клипове
- 2017 – „Надежда“ (Графа)[5]

## Роли в дублажа
- „Барток Великолепни“ – Други гласове, 1999
- „Бамби“ – Тропчо, 2005
- „Блатната Коледа на Шрек“ – Пинокио, 2007
- „Ким Суперплюс“ – Принц Уоли, 2005
- „Лило и Стич: Сериалът“ – Коментатор на сърфинг състезание, 2005
- „Феноменалните“ – Синдром (Джейсън Лий), 2004
- „Цар лъв 2: Гордостта на Симба“ – Нука (Анди Дик), 2004
- „Шрек 2“ – Пинокио, 2010
- „Шрек Трети“ – Пинокио, 2007
- „Шрек завинаги“ – Пинокио, 2010

## Други дейности
През 2006 – 2009 г. е в съвета на българския телевизионен канал „Вяра ТВ“.
Повече от 5 години Ангелов е председател и директор на „Училище за таланти“, най-голямото актьорско училище за деца от 5 до 19 годишна възраст, както и на кастинг агенция за деца, която осигурява в едни от най-добрите български и световни филми, сериали и реклами.

## Личен живот
Ангелов е женен за Мариана до развода им през 2022 г. с която имат един син – Симеон.